# 요이치역
요이치역(일본어: 余市駅 요이치에키[*])은 일본 홋카이도 요이치 군 요이치정에 있는 홋카이도 여객철도 하코다테 본선의 철도역이다.

## 역 구조
단선식 승강장과 섬식 승강장이 혼합된 2면 3선의 지상역이다. 직영역으로, 미도리노마도구치 등이 설치되어 있다.

## 역 주변
- 요이치 역전 우편국
- 요이치 정립 구로카와 초등학교
- 요이치 정립 오카와 초등학교
- 요이치 운동 공원
- 요이치 정립 히가시 중학교
- 요이치 정사무소
- 요이치 경찰서
- 요이치 세무서
- 요이치 우편국

## 역사
- 1902년 12월 10일 - 홋카이도 철도의 역으로 개업.
- 1907년 7월 1일 - 홋카이도 철도 국유화.
- 1933년 5월 10일 - 요이치 임항 궤도의 요이치 - 하마요이치 구간이 개통
- 1940년 7월 25일 - 요이치 임항 궤도선 폐지.
- 1984년 2월 1일 - 화물 취급 폐지.
- 1985년 3월 14일 - 수하물 취급 폐지.
- 1987년 4월 1일 - 일본국유철도 분할 민영화로 홋카이도 여객철도가 계승.
- 2007년 10월 - 역 번호 부여. S18.

## 인접한 역
| 홋카이도 여객철도 하코다테 본선 | 홋카이도 여객철도 하코다테 본선 | 홋카이도 여객철도 하코다테 본선 |
| ------------------------------- | ------------------------------- | ------------------------------- |
| S19 니키 오샤만베 방면          | ■ 하코다테 본선                 | S17 란시마 오타루 방면          |